# Abbazia premostratense di Jasov
L'abbazia premostratense con la chiesa di San Giovanni Battista è un complesso architettonico che sorge nella località di Jasov, nella Slovacchia orientale.
Il complesso, che comprende l'abbazia e la chiesa di San Giovanni Battista con il giardino abbaziale, dal punto di vista architettonico e della storia dell'arte è tra i più importanti monumenti tardobarocchi e rococò della Slovacchia. L'abbazia per l'importanza storica e spirituale è anche un rilevante monumento della cultura religiosa; nell'abbazia si trova una delle più preziose biblioteche della Slovacchia con un patrimonio di 80 000 volumi. Il complesso è infine importante come monumento dell'architettura dei giardini: il vasto giardino abbaziale è una delle meraviglie della Slovacchia ed è un bell'esempio di giardino tipico della seconda metà del XVIII secolo.

## Storia
Jasov è un paese ai piedi delle propaggini orientali dei Monti Metalliferi Slovacchi. Si trova sull'antico itinerario che collega la pianura con la regione dello Spiš.
Verso la fine del XII secolo in questo luogo si stabilirono i Canonici regolari premostratensi, circa cinquant'anni dopo da quando la nuova regola di san Norberto era stata approvata da papa Onorio II (1126). Il loro arrivo in quello che allora era il territorio del Regno d'Ungheria risaliva al 1130, quando fondarono un'abbazia a Gran Varadino (oggi Oradea, in Romania). Una delle prime prepositure nel territorio dell'odierna Slovacchia fu quella di Bzovík, sorta nel 1130 nell'abbazia originariamente cistercense.
L'insediamento permanente di Jasov risale al XII secolo, quando in questa zona ebbe luogo un notevole sviluppo minerario. Nella seconda metà del XIV secolo, il villaggio iniziò a costruire le prime fucine per la lavorazione dei ricchi giacimenti di ferro, rame e piombo delle miniere circostanti. Nel 1487, Jasov fu una delle sette città dell'Unione delle città minerarie dell'Alta Ungheria.

### Dalla fondazione al 1745
Si ritiene che i monaci abbiano costruito a Jasov una prima abbazia in legno. Intorno al 1228 iniziarono la costruzione degli edifici in pietra dell'abbazia, la cui costruzione, però, risentì dell'Invasione mongola dell'Europa. La costruzione fu abbandonata. L'edificio attuale è a sua volta un quarto edificio qui.
I monaci premostratensi si stabilirono progressivamente in altri luoghi dell'Alta Ungheria; dopo il 1387, oltre a Jasov, sorsero nel territorio della Slovacchia altre cinque abbazie: a Leles, Bíňa, Šahy, Nižná Myšľa e Kláštor pod Znievom. Le abbazie premostratensi erano tra le più importanti istituzioni religiose. I monaci non espletavano solo attività pastorali, ma si dedicavano anche a trasmettere l'istruzione e a fondare scuole. Avevano una ricca biblioteca, erano impegnati nello scriptorium e in attività educative, artistiche ma anche economiche, in particolare nel settore minerario, della silvicoltura, dell'agricoltura (viticoltura) e della pesca. Alcuni membri dell'Ordine ricoprirono importanti incarichi nelle corte reale; le abbazie di Leles e di Jasov divennero loca credibilia: a Jasov il privilegio di emettere documenti con valore legale fu concesso da re Béla IV nel 1255.
Béla IV inoltre invitò nuovi coloni in questi territori, spopolati dopo l'invasione mongola, e al villaggio di Jasov concesse ampi privilegi, simili a quelli delle città reali - fra cui il diritto alla libera scelta del parroco e del sindaco, il diritto di mercato e di estrazione. Obbligò gli abitanti del villaggio a pagare tasse all'abbazia. Anche se secondo i documenti storici la prima menzione scritta della prepositura di Jasov risale al 1234 (si tratta della descrizione della consacrazione del monastero a San Giovanni Battista e della subordinazione di Jasov all'abbazia di Santo Stefano di Grande Varadino), le patenti di Béla IV del 1255 sono considerate come patenti di fondazione della prepositura. Per il monastero di Jasov questo documento aveva un altro, non meno importante, significato: nominava cioè le proprietà monastiche e stabiliva i confini del territorio sotto l'amministrazione del monastero.
Il primo superiore del monastero di Jasov di cui sia noto in nome è il preposito Albrecht, che era in carica nel 1235 e che mantenne il suo ruolo fino alla morte, avvenuta nel 1257. Non lasciò le proprietà del monastero in buono stato. La situazione migliorò temporaneamente verso la fine del XIII secolo, quando sulla base del privilegio di re Andrea III ai monaci fu concesso il diritto di estrazione dei metalli dalle miniere che si trovavano nei loro latifondi. Oltre ad una situazione economica difficile, il monastero fu travagliato anche da dissidi interni, che si manifestarono apertamente in occasione dell'imposizione del preposito Mikuláš II nel 1350 da parte di Luigi il grande d'Angiò.

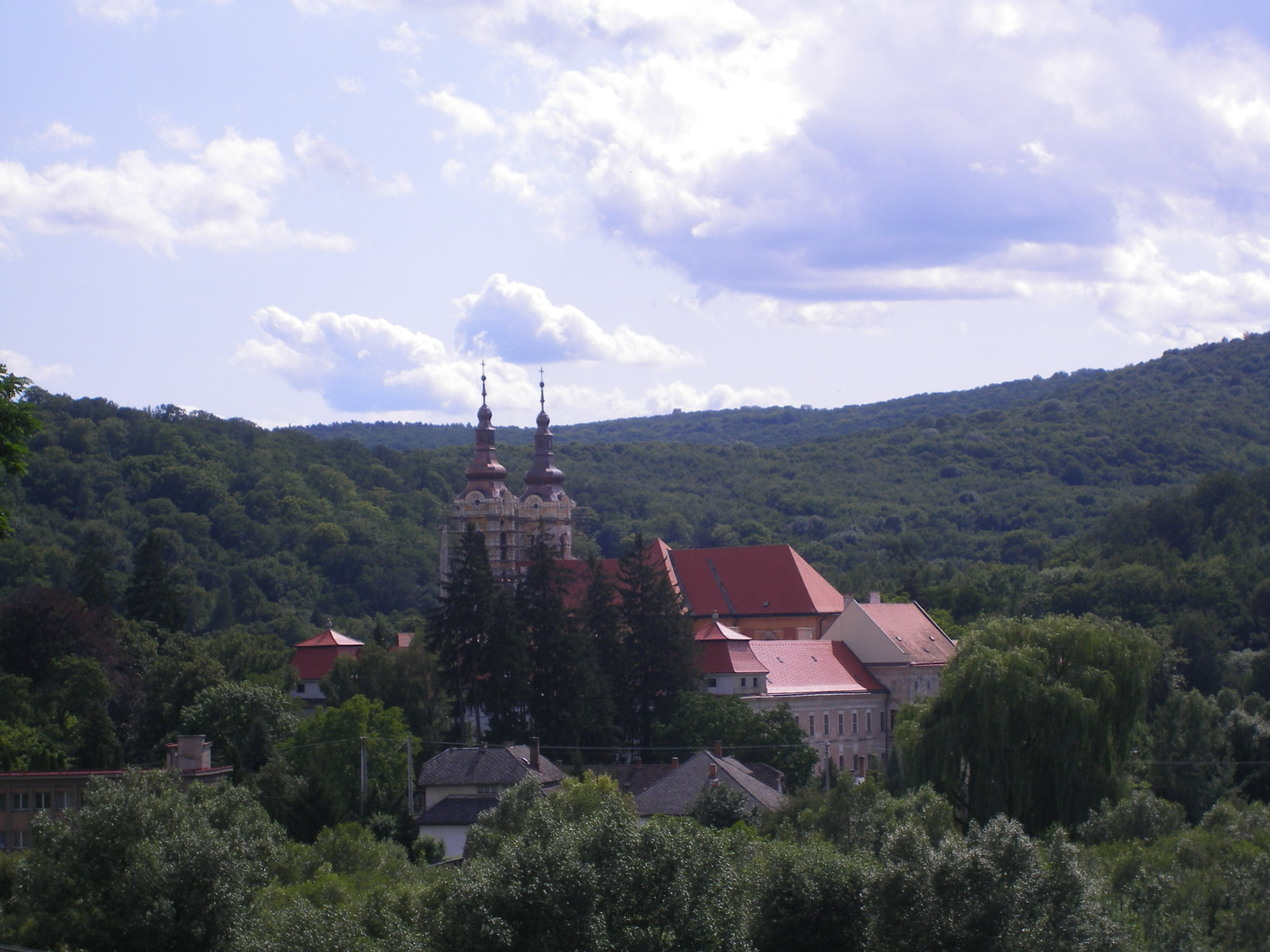
L'abbazia sorge in un paesaggio incantevole.

Una pietra miliare nella storia del monastero di Jasov fu l'anno 1436. Il 26 gennaio dello stesso anno l'imperatore Sigismondo emise un decreto con cui ordinava la fortificazione del monastero fortificato. I monaci, sotto la guida del preposito Stanislav, ricostruirono il monastero in un castello fortificato, che si rifletteva nel suo nome ufficiale. A partire da questa data, l'elenco è denominato Castrum Jászó, Castellum o Jászóvár (cioè Castello di Jasov). L'aspetto di questo monastero ricostruito cambiò anche il suo carattere - era una fortezza che, nel periodo in cui Ladislao il Postumo combatté per il diritto alla successione, servì da rifugio per le truppe dei fratelli boemi di Jan Jiskra. Egli, per incarico della regina Elisabetta di Lussemburgo, difese gli interessi del figlio minore della regina. Nonostante le mura, tuttavia, i fratelli boemi conquistarono e dominarono il monastero fino al 1447. I premostratensi furono costretti ad abbandonare il monastero. Nei successivi venti anni, il monastero cambiò più volte proprietario. Soltanto nel 1464 i religiosi vi poterono far ritorno.
Un altro colpo brutale fu inferto nel periodo più triste nella storia del monastero, nel 1526. Dopo la fatidica battaglia di Mohács del 29 agosto 1526, i monaci abbandonarono il monastero e lo lasciarono al suo destino. Il monastero perse gradualmente i suoi precedenti privilegi (fra cui il privilegio di locus credibilis) e passò in commenda a vantaggio di dignitari ecclesiastici estranei ai canonici premostratensi e alcune parti entrarono in possesso di laici.
La distruzione degli edifici monastici fu completata dalle truppe di Imre Thököly, che conquistò il monastero e lo incendiò nel 1685. Dopo la loro partenza, tuttavia, l'ultimo commendatario Juraj Fenesi, un sacerdote secolare, riuscì a ripararlo.
Il ritorno dei canonici premostratensi si deve alla riforme dell'imperatore Leopoldo I, che trasferì la proprietà del monastero di Jasov (insieme con i monasteri di Gran Varadino e di Leles) al monastero di Pernek, che nel 1700 lo vendette l'abbazia premostratense di Louka, vicino a Znojmo, in Moravia. La nuova amministrazione, l'abbazia di Louka, allora non solo inviò un preposito a Jasov, ma la provvide anche di amministratori e di monaci ordinari. Il 6 maggio 1745 inviò a Jasov come nuovo amministratore l'abate Andrej Sauberer (1700-1779).
Con l'arrivo di un abate energico e dotato per l'organizzazione cominciò un nuovo e più splendida capitolo della storia del monastero di Jasov. Sauberer non solo costruì il nuovo monastero e la chiesa nella forma in cui sono oggi, ma allo stesso tempo diede impulso alla vita economica sia del monastero, sia dell'intero villaggio. Dopo la stabilizzazione della situazione finanziaria, la prepositura si avviò verso la prosperità economica.
I successi dell'abate Sauberer non sfuggirono all'attenzione della corte imperiale. Grazie ai privilegi di Maria Teresa il monastero di Jasov, con il previo consenso del Parlamento ungherese, il 19 novembre 1770 fu elevato a monastero indipendente. L'abate divenne consigliere di corte e fu annoverato fra i prelati ungheresi della Camera bassa, con il diritto di partecipare alle assemblee del parlamento regionale. Al culmine della sua carriera secolare, Sauberer fu nominato nel 1774 consigliere di corte di Maria Teresa.

### Dal 1745 al 1990
L'abate Andrej Sauberer già nell'anno del suo arrivo, per la morte del preposito Goldegg, divenne il nuovo preposito di Jasov e rimase in carica fino alla morte, avvenuta nel 1779. Iniziò a profondere il suo impegno per il progresso economico e spirituale, subito dopo aver assunto il ruolo di preposito, con azioni concrete. È notevole che, nonostante il difficile compito di consolidare la situazione economica del monastero abbia optato per un intervento radicale che prevedeva la costruzione di un nuovo monastero e il suo finanziamento.
Poco dopo il suo insediamento decise di ricostruire il monastero, o meglio di costruire un nuovo monastero in stile tardo-barocco. Il generoso progetto di ricostruzione del monastero medievale fortificato, che era demolito dalle fondamenta, iniziò a metà degli anni 40 del XVIII secolo. Secondo l'iscrizione ottocentesca sul retro dell'altare maggiore della chiesa di Jasov, la prima pietra fu posta nel 1745.
La questione della paternità del progetto del Monastero è stata risolta dall'indagine storica, che ha confermato che la struttura fu opera del noto architetto e costruttore austriaco Franz Anton Pilgram (1699-1761), originario della Carinzia, che aveva già costruito in Slovacchia la chiesa e il monastero di Sant'Elisabetta a Presburgo, l'odierna Bratislava, per le suore elisabettine.
Secondo documenti coevi, Pilgram lavorò alla costruzione di Jasov a cavallo tra gli anni Quaranta e Cinquanta. Per merito suo, sorse un complesso con uno sviluppo della disposizione di straordinario successo con l'edificio centrale della chiesa affiancata simmetricamente su entrambi i lati da ali su tre lati che danno origine a due cortili separati - da un lato si trovano gli ambienti di rappresentanza, dall'altro il monastero. La concezione del complesso di Jasov trae origine da modelli di precedenti monasteri barocchi, come l'abbazia benedettina di Göttweig, l'abbazia cistercense di Szentgotthárd cistercense e l'abbazia premostratense di Louka. La demolizione di vecchi edifici dalle fondamenta permise di realizzare un'ariosa concezione di un monastero incastonato in un paesaggio pittoresco, non limitato e non costretto dalle strade adiacenti, con cui Pilgram si era confrontato con il monastero elisabettino di Presburgo. Quando il 28 ottobre 1761 Pilgram morì, i suoi successori, Anton Salzgeber, costruttore tirolese, e il mastro muratore Sebastian Cehmayster, poterono proseguire la costruzione seguendo i progetti di Pilgram e completare così la costruzione del complesso.

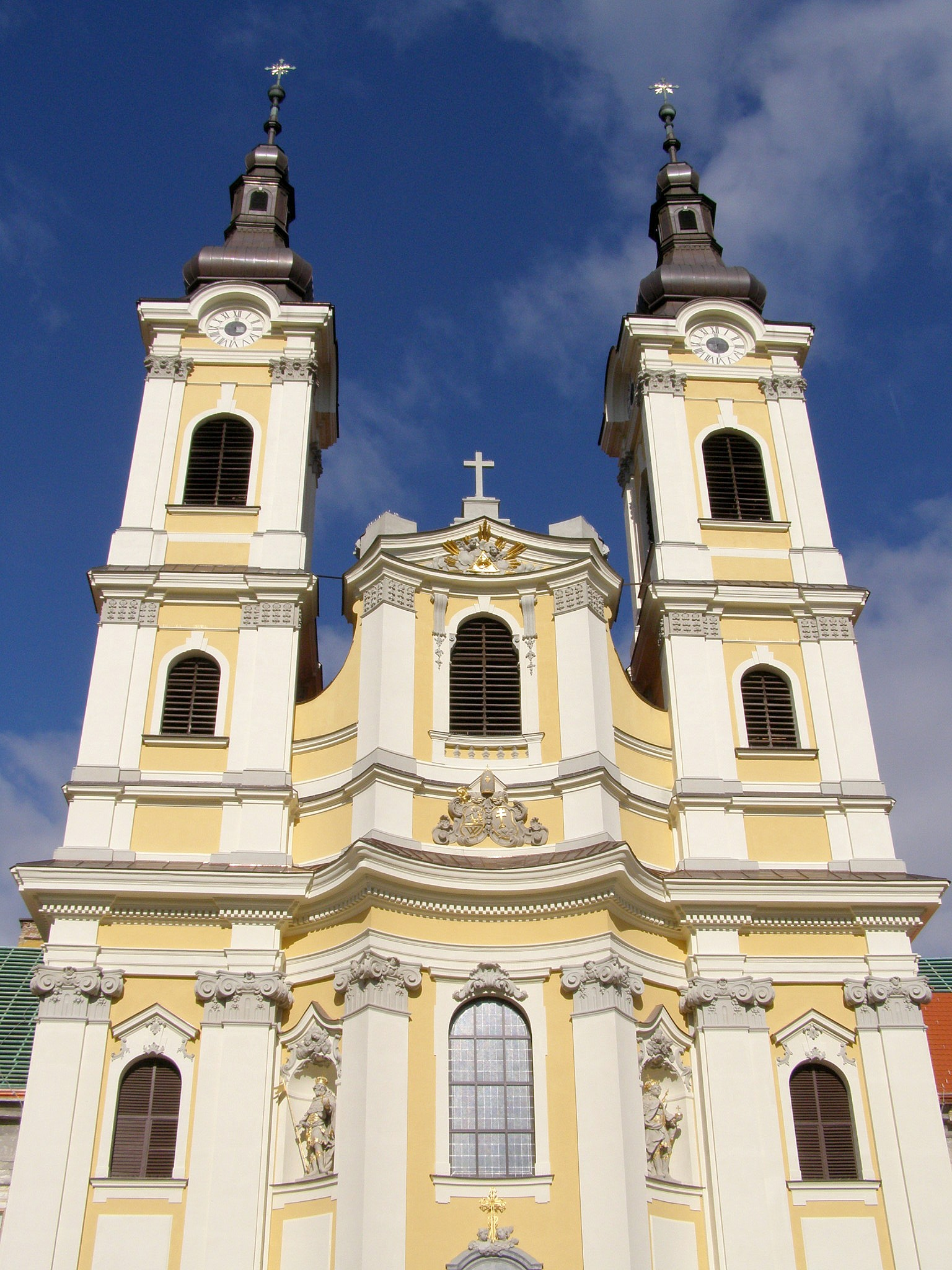
La facciata della chiesa di San Giovanni Battista dopo la sua totale ricostruzione.

Come completamento delle opere strutturali fu realizzato un lavoro estremamente prezioso di decorazione interna, effettuata da un trio di artisti eccezionali: lo scultore Johann Anton Krauss, lo stuccatore Johann Ignaz Hennevogel (1727 - 1790) e, soprattutto, il pittore Johann Lucas Kracker. Tutti e tre erano tra i migliori artisti della loro professione. Kracker fu attivo a Jasov in tre fasi (1752, 1762-1765 e 1776) e creò qui il suo capolavoro: gli affreschi delle volte della sala da pranzo invernale della prelatura, le volte dello scalone d'onore, tutte le pitture della chiesa, i dipinti sul timpani triangolari della facciata del monastero e gli affreschi della volta della biblioteca del monastero e inoltre le sette pale d'altare, oltre a due composizioni più piccole sulle mense degli altari di San Norberto e di Sant'Agostino). Krauss fu attivo in diversi luoghi nei dintorni di Košice, insieme a Kracker, oltre a Jasov partecipò anche alla decorazione dell'altare maggiore della chiesa cistercense di Eger. Non abbiamo quasi nessuna notizia dello stuccatore Johann Hennevogel, che insieme a Kracker lavorò alla decorazione della chiesa di San Nicola a Malá Strana), ma il suo lavoro unisce armoniosamente gli elementi pittorici e scultorei della decorazione del monastero di Jasov.
La chiesa di San Giovanni Battista, uno dei più importanti monumenti dell'architettura sacra dell'epoca barocca in Slovacchia, fu consacrata il 1º ottobre 1766.
Il monastero restò in attività fino al 1787, quando in forza del decreto dell'imperatore Giuseppe II del 26 marzo 1787, l'ordine dei premostratensi, insieme a tutti gli ordini contemplativi, fu bandito nel quadro della politica ecclesiastica definita come giuseppinismo. Gli archivi e le suppellettili sacre furono trasferite a Buda e le altre proprietà mobili furono vendute all'asta. Gli ambienti del monastero vuoto furono occupati dagli abitanti di Jasov, che furono responsabili nel 1792 di un incendio, che non solo distrusse l'ala ovest del monastero, ma si estese a diverse case del villaggio.
L'attività dei premostratensi nel Regno d'Ungheria fu nuovamente permessa il 12 marzo 1802 dall'imperatore Francesco II, ma solo a condizione che i monaci gestissero ginnasi per la pubblica istruzione. I monaci poterono far ritorno al monastero, e lo trovarono distrutto e in gran parte bruciato. Così lo ricostruirono, ma fondarono anche le filiali di Debraď, Rudník e Vyšný Medzev. Il monastero gestiva quattro ginnasi: a Košice, a Levoča, a Rožňava e a Gran Varadino.
Alla fine del XIX secolo, i premostratensi erano tra i maggiori imprenditori e non solo nella regione. A Jasov operava una fabbrica di tubi, c'erano anche una fabbrica di piastrelle, una fabbrica di mattoni, una tipografia e una segheria a vapore. Altre attività imprenditoriali sorsero per la lavorazione dei minerali e la produzione di metalli, miniere di minerali, cave di marmo, fucine e mulini. Al monastero allo stesso tempo appartenevano fondi agricoli per oltre ventimila ettari. All'inizio del XX secolo i monaci avevano persino una propria centrale elettrica.
Una catastrofe colpì l'ordine nel 1950. I provvedimenti politici dello Stato socialista, in particolare l'ateizzazione delle aziende e l'abolizione dei monasteri e degli ordini religiosi, costrinsero i monaci ad abbandonare il monastero. Durante la famigerata Azione K decine di monasteri in tutta la Cecoslovacchia furono forzosamente chiusi e i religiosi furono internati in monasteri di concentramento, fra cui anche quello di Jasov.
Dopo la chiusura del monastero di Jasov, fu deciso di adibire il monastero a ospedale psichiatrico per i casi più difficili. La devastazione di uno dei più grandi gioielli dell'arte barocca della Slovacchia si protrasse per quarant'anni.

### Dal 1990 a oggi
Solo nel 1990 il monastero, in condizioni disastrose, fu riconsegnato nelle mani dei proprietari originali. Da quel momento, i monaci, seguendo la loro missione originaria, con decine di confratelli religiosi cercano di riportare il complesso alla sua antica bellezza.
Il monastero e la chiesa stanno gradualmente recuperando la loro forma originale, in vista della loro funzione originaria. Il monastero tornato in vita attira l'attenzione dei visitatori. Oggi è accessibile la chiesa di San Giovanni Battista, completamente ristrutturata, in cui è tornata a risplendere la ricchezza della decorazione interna e dono parzialmente accessibili la celebre biblioteca monastica e il giardino del monastero.

## Descrizione architettonica
Il complesso monastico premostratense con la chiesa di San Giovanni Battista si trova ai margini occidentali di Jasov. Disposti in una pianta quadrata sorgono due edifici a due piani fuori terra affiancati simmetricamente a una chiesa a due navate con due campanili. Entrambe le ali del monastero (a sinistra l'ala della prelatura, a destra l'ala del convento) circondano due cortili chiusi.
Nel prospetto di facciata, orientata a sud-est, le ali del monastero terminano con torri angolari con tetti a mansarda. Gli ingressi della prelatura e del convento sono evidenziati da elementi verticali e terminano con elaborati timpani triangolari nella parte superiore.
Il complesso del monastero è dominato dalla chiesa di San Giovanni Battista. La facciata quadrilatera della chiesa è divisa da cornici orizzontali. Ai lati la facciata è più alta di un piano e trascorre in una coppia di torri sottili ricoperte da un alto tetto metallico. I due livelli inferiori della facciata sono divisi verticalmente da lesene che terminano in capitelli corinzi. La parte centrale con il portale principale presenta un andamento convesso-concavo ed è sormontata da un timpano triangolare con il simbolo della Santissima Trinità. Sui lati trovano posto nicchie poco profonde, di forma ovale, con statue di due santi re d'Ungheria: San Ladislao e Santo Stefano.

### L'interno della chiesa di San Giovanni Battista

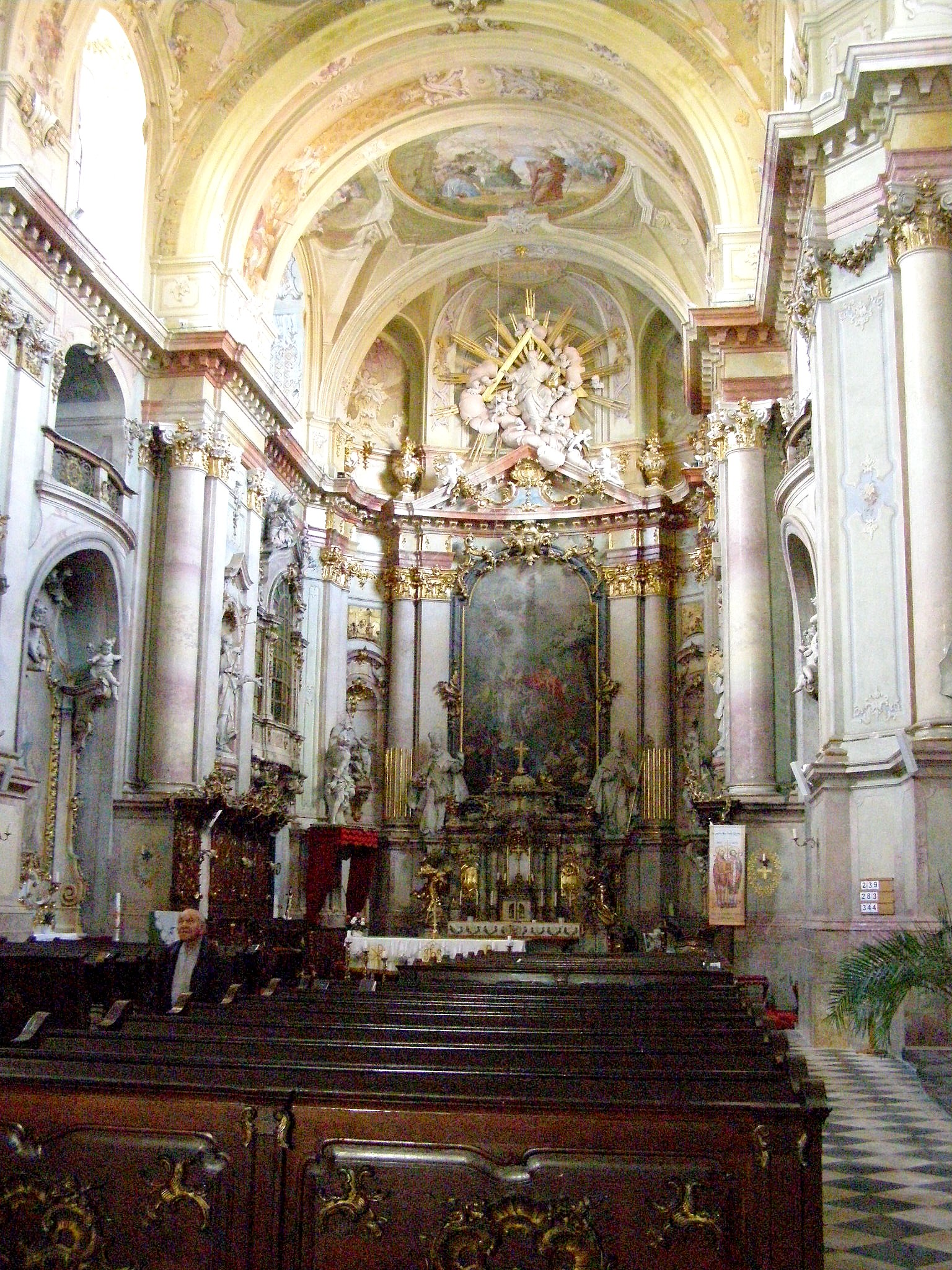
Vista dell'interno della chiesa

L'edificio a una sola navata a pianta rettangolare della chiesa è particolarmente impressionante per la sua decorazione interna, che presenta una notevole unità di stile. Le sue singole componenti - pittura, scultura e decorazioni artistiche - rispondono ai canone barocchi di bellezza.
In generale, Sauberer ebbe una mano straordinariamente felice nella scelta degli artisti che realizzarono i suoi progetti per Jasov. L'équipe di artisti formata dall'architetto Franz Anton Pilgram, dal pittore Johann Lucas Kracker e dallo stuccatore Johann Ignaz Hennevogel, fu ancora arricchita con uno scultore d'eccezione, Johann Anton Krauss.
Tra gli elementi più preziosi dell'allestimento del tempio c'è una serie di sette altari, posizionati in perfetta simmetria. Tutte le pale d'altare sono opera di Johann Lucas Kracker.
Entrando, il primo altare a sinistra è un altare dedicato a Santa Barbara, patrona dei minatori con una pala della Decollazione di Santa Barbara. Di fronte è l'altare di Sant'Andrea (noto anche come altare di San Giovanni Nepomuceno) con un interessante e insolito tema iconografico sulla pala: l'incontro fittizio dell'apostolo Andrea e di San Giovanni Nepomuceno è una parafrasi allegorica dell'incontro tra mecenate e artista, cioè fra l'abate Andrej Sauberer e il pittore Kracker, un incontro che è cresciuto in una collaborazione di grande successo.
Sotto la volta principale sono collocati due altari, a sinistra il fondatore della riforma premostratense San Norberto, a destra Sant'Agostino, caratterizzati entrambi dalla monumentale apoteosi dei due santi. Il legame concettuale tra le due composizioni che presentano numerose figure indica la vittoria della fede cristiana sul paganesimo.
I due altari laterali nell'ultima parte della navata hanno un'ispirazione mariana - a sinistra l'altare dell'Immacolata, con la figura della Vergine Maria in piedi sulla terra, a destra l'altare di Sant'Anna, con un'iconografia tradizionale: Sant'Anna ammaestra Maria.
L'altare maggiore nel presbiterio è dedicato al patrono della chiesa. L'immagine del Battesimo di Cristo nel Giordano cattura uno degli eventi chiave nella vita di San Giovanni Battista. Due schizzi preparatori di questo dipinto sono conservati delle collezioni slovacche della Galleria nazionale slovacca e una sua copia nella Galleria della Slovacchia orientale di Košice.
La monumentalità degli altari si estende anche ai loro elementi scultorei, opera di Johann Anton Krauss. Ci sono poche notizie di questo artista probabilmente di origine tedesca. Possiamo incontrare il suo lavoro in diverse città: Praga, Eger, Skalica, Košice. Negli anni '60 del XVIII secolo, lui e la sua famiglia si stabilirono definitivamente a Jasov. La decorazione scultorea della chiesa del monastero locale appartiene ai suoi lavori migliori e comprende le statue dei santi premostratensi Evermodo e Ludolfo sull'altare di San Norberto e la statua di San Federico e San Gilberto sull'altare di Sant'Agostino, insieme a quattro statue più piccole che ritraggono le sante Margherita di Antiochia, Maria Maddalena, Rosalia e Caterina d'Alessandria sedute sui capitelli ai lati del tabernacolo.
La decorazione degli interni culmina nella pittura del soffitto. Il lavoro è stato ricondotto al secondo soggiorno di Kracker a Jasov negli anni fra il 1762 e il 1765: il pittore fu invitato nuovamente a Jasov dopo aver terminato il lavoro sulla decorazione della chiesa di San Nicola in Malá Strana a Praga.

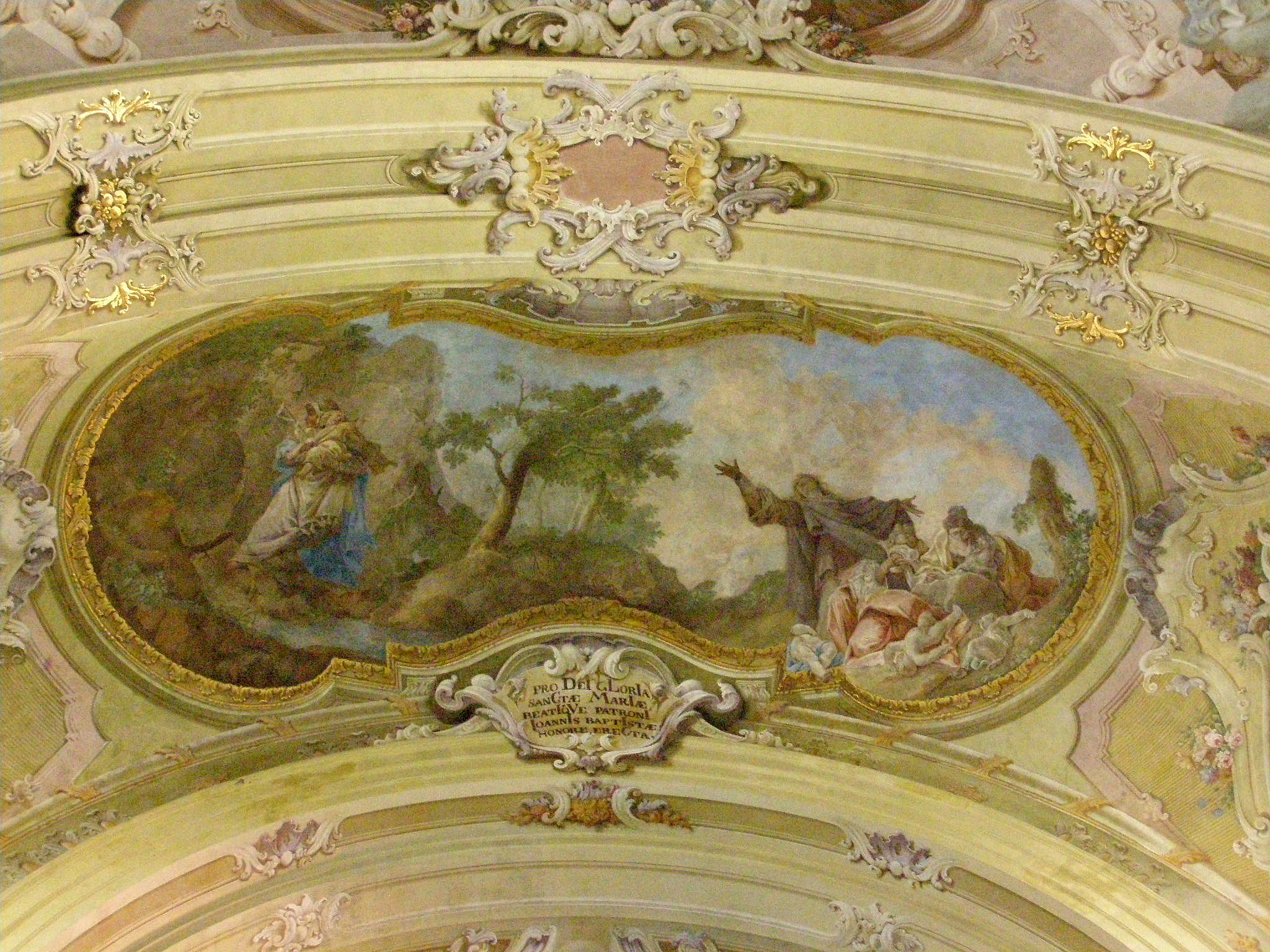
Affresco della seconda campata con la Fuga nel deserto (a sinistra) e la Strage degli innocenti (a destra). Sotto il dipinto un cartiglio di dedica.

I dipinti, che coprono senza interruzione il soffitto del tempio, si riferiscono in quanto a soggetto e iconografia, al suo patrono della chiesa. L'artista sulle quattro volte ha raffigurato in ordine cronologico le scene della vita di San Giovanni Battista. Tutti i dipinti sono inquadrati in un'architettura fittizia con cornici decorative ornate da vasi di fiori e seguono la disposizione architettonica e la decorazione plastica delle pareti perimetrali.
Sopra il presbiterio, possiamo vedere la nascita di San Giovanni Battista, episodio tratto dal Vangelo di Luca. Elisabetta, madre di Giovanni, tiene in braccio suo figlio, accanto a lei in piedi è il padre di Giovanni, Zaccaria, che tiene in mano una tavola con la scritta «NOMEN EIUS IOANNES EST» (Luca 1,63).
Tra i dipinti della prima e della seconda campata nel mezzo dell'arco che separa le volte l'artista ha dipinto un'iscrizione dedicatoria con cronogramma: «PRO GLORIA DEI SANCTAE MARIAE BEATIQVE PATRONI IOANNIS BAPTISTAE HONORE ERECTA», che restituisce l'anno 1763.
La prima campata sopra la navata (la seconda se si considera la campata del presbiterio) contiene un unico dipinto suddiviso tematicamente in due parti. Ciò che è più importante è la parte destra della composizione con la Strage degli innocenti a Betlemme, in cui si vedono le madri piangere sui corpi dei bambini uccisi. Nella parte sinistra della composizione è raffigurata la Fuga nel deserto, quando, secondo la tradizione, prima di fuggire Elisabetta con il bambino aprì la roccia e ve lo nascose. Si conserva di questa scena anche il disegno preparatorio con Elisabetta e il bambino.
Il dipinto più grande per dimensioni occupa per intero la terza campata. Il suo soggetto è la "Predica nel deserto" e rende conto dell'attività di predicazione di San Giovanni. La composizione del dipinto è chiaramente influenzata dagli affreschi di Paul Troger, un artista di primo piano del barocco austriaco. In questo caso, è una variazione diretta dell'affresco monumentale di Troger "Miracolo della moltiplicazione dei pani" sulla volta della sala cerimoniale della Prelatura dell'ex monastero premostratense di Hradisko, nei pressi di Olomouc.
Nel mezzo della scena, san Giovanni Battista in piedi tende la mano destra per indicare Gesù Cristo circondato da un'aureola luminosa e dice le parole riportate nel Vangelo di Giovanni: «Ecco l'Agnello di Dio che toglie i peccati del mondo» (Giovanni 1,29). La composizione è completata da diversi gruppi di personaggi, alcuni dei quali seguono parole di Giovanni, mentre altri incuranti si divertono. A sinistra di Giovanni, si trova ad esempio un gruppo riunito intorno al profeta Isaia. Nel dipinto trova posto un autoritratto dell'artista, raffigurato tra i tre personaggi che siedono su una grande roccia di fronte a Giovanni il Battista. I quattro pennacchi contengono dipinti monocromi di statue dei quattro evangelisti con i loro attributi tradizionali.
Forse la più suggestiva di tutte le scene è il dipinto della quarta campata. La Decollazione di San Giovanni Battista mostra l'episodio della morte del santo. Salomè e Giovanni Battista sono i protagonisti della scena, in cui il boia mette la testa tagliata di Giovanni su un piatto d'argento. La composizione è arricchita da due soldati con lance.
L'ultimo dipinto, nella quinta campata per il suo tema differisce dagli altri dipinti, ma presenta un motivo dipinto comunemente sopra la tribuna d'organo. Come figura centrale di questo Concerto celeste vi è santa Cecilia con il caratteristico attributo dell'organo, che con altri strumenti musicali accompagna il coro degli angeli.
Gli archi fra le campate sono decorate con motivi decorativi. Sull'arco tra la volta del presbitero e la prima volta della navata, si trova sul lato occidentale la figura allegorica della Chiesa con il calice, la tiara e la croce. Sul lato opposto è la figura del profeta dell'Antico Testamento Mosè con i dieci comandamenti di Dio. L'arco fra la terza e quarta campata della navata è decorato con le figure dei profeti Malachia e Isaia.

### La biblioteca
La maestria artistica di Johann Lucas Kracker può essere ammirata anche nella biblioteca del monastero. Si trova sul prolungamento settentrionale dell'asse della chiesa. Si ritiene che la biblioteca del monastero abbia origine nella seconda metà del XIII secolo. La sua nascita era legata alla missione generale dell'ordine premostratense. Nel corso della sua esistenza, i fondi della biblioteca si ampliarono o si impoverirono seguendo i destini dello stesso monastero. Le più grandi perdite furono registrate in seguito l'abolizione dell'ordine nel 1787, quando i libri del monastero furono portati in Ungheria. Dopo il ristabilimento dell'ordine, solo una minuscola frazione fece ritorno a Jasov. Tuttavia, poco dopo questo periodo la biblioteca crebbe rapidamente; a poco a poco hanno trovato qui il loro posto i libri dalle biblioteche dei vicini monasteri e parrocchie soppressi, dei ginnasi premostratensi chiusi e della biblioteca del monastero prepositurale di Leles.
Dopo il 1950 la biblioteca si arricchì, inglobando i fondi delle biblioteche dei monasteri aboliti della Slovacchia orientale.

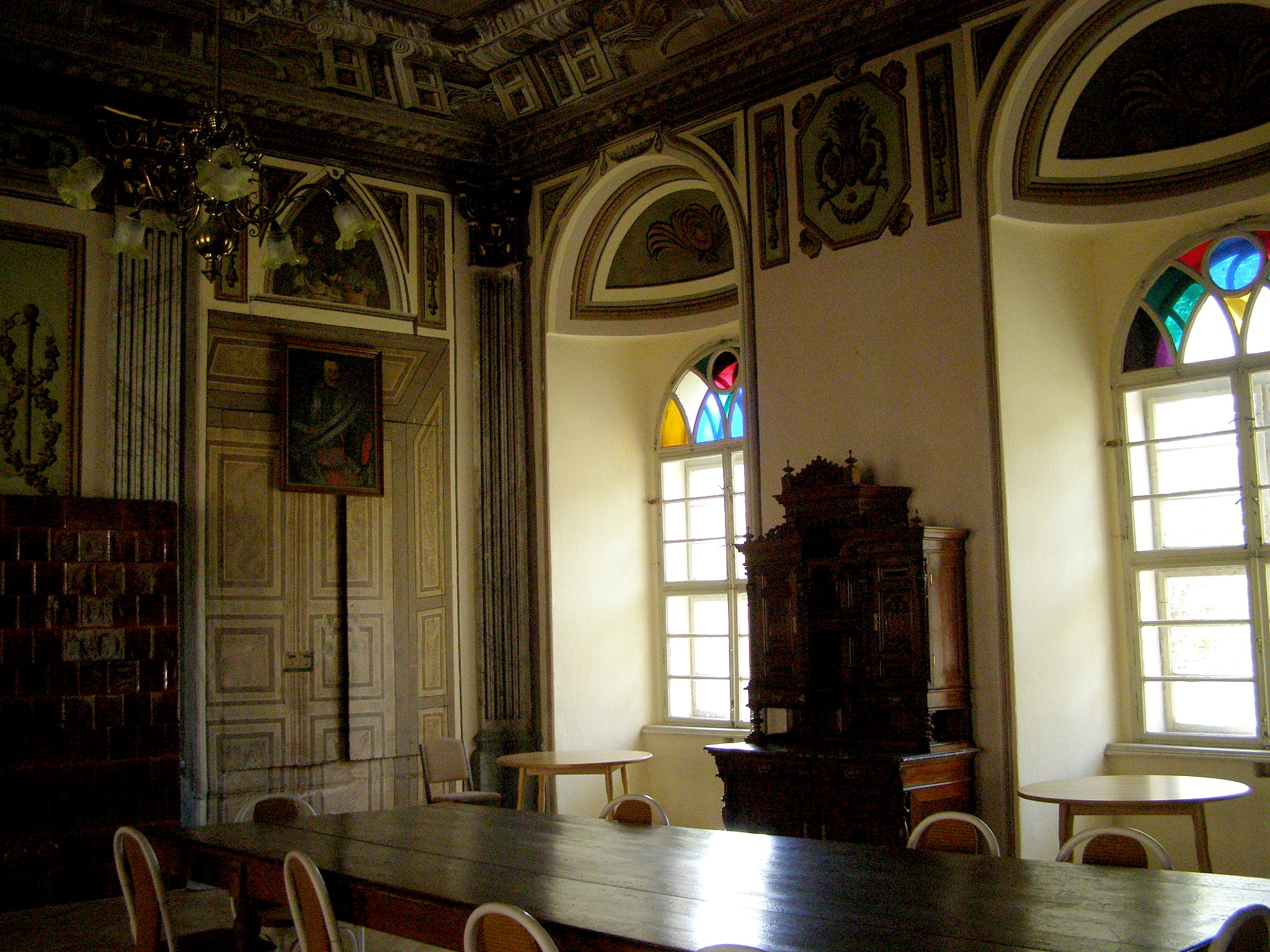
Il refettorio del monastero

La biblioteca odierna contiene quasi ottantamila volumi di libri teologici, filosofici, naturalistici, geografici, storici e di narrativa, scritti principalmente in latino, ungherese e tedesco. Originariamente, il fondo era molto più ricco, ma una parte della collezione originale arrivò alla Galleria nazionale slovacca di Bratislava, alla Matica slovenská di Martin e al Museo tecnico slovacco di Košice.
L'elemento artistico dominante della biblioteca è il dipinto del soffitto, decorato con gli affreschi di Kracker. Il loro tema è una celebrazione della scienza e dell'arte e sono raffigurate anche vedute dagli edifici del monastero. L'opera è degli anni Settanta del XVIII secolo.
La volta nel senso longitudinale è divisa in tre parti da strisce di decorazione; ciascuna parte presenta un tondo, che presenta un tema allegorico. La prima composizione figurativa è una celebrazione dell'istruzione, con l'allegoria delle quattro facoltà - teologia, diritto, filosofia e medicina con la figura di Pallade Atena seduta sul fondo. Il secondo è l'apoteosi della personalità e dell'attività dell'abate Sauberer, cultore delle arti e delle scienze. A lui si deve anche riferire il gruppo nella fascia centrale, in cui le figure dei geni con gli attributi della generosità, dell'arte e del trionfo della saggezza portano una targa commemorativa con il ritratto dell'abate accompagnato dall'iscrizione circolare «ANDREAS SAUBERER I: P. PRIMUS ABBAS IASZ». La pittura decorativa della cornice si estende sui muri perimetrali; sulla parte frontale è un'altra composizione allegorica della vita e della morte, ossia il tempo e l'eternità. La volta della biblioteca ricorre all'allegoria cara allo stile barocco; il loro sviluppo compositivo, tutto il raggruppamento figurativo in nembi e l'iconografia della singole personificazioni sono derivati da affreschi viennesi dell'acclamato artista Daniel Gran, che fu autore fra il resto degli affreschi allegorici della volta della cappella di San Giovanni l'Elemosiniere nel Duomo di Bratislava, che rappresentarono fino alla conclusione dell'epoca barocca il modello normativo per le allegorie di questo tipo.
Il tema degli affreschi refettorio, ampiamente rimaneggiati, dove solo la tipologia di personaggi richiama ora la paternità di Kracker, è il "Banchetto di Erode". Forse seguendo le tracce di Kracker, il primo maestro restauratore degli affreschi Erazmus Schrött realizzò un dipinto murale con la figura di San Norberto nella cappella privata dell'appartamento prepositurale.

## Dintorni del monastero
Parte del complesso divenne un giardino barocco; si tratta dell'unico giardino barocco in Slovacchia, che si è conservato nella sua forma originale fino ad oggi. Nel XVIII secolo la fondazione di grandi giardini ornamentali, parchi e arboreti era molto popolare. Nello stesso periodo si diffuse anche l'importazione di piante straniere. Il giardino del monastero di Jasov è notevole con le caratteristiche originali del suo orto, i boschi sagomati e una fitta rete di sentieri. Si basa sull'architettura del monastero e ne prosegue l'impianto.
Oltre al complesso monastico a Jasov è possibile visitare la più antica grotta accessibile della Slovacchia, la grotta di Jasov.